# 7-й Березівський провулок (Житомир)
7-й Березівський провулок — провулок в Богунському районі міста Житомира.

## Характеристики
Розташований на Мальованці. Бере початок з Дібровної вулиці. Завершується глухим кутом західніше перехрестя з 5-м Березівським провулком. П-подібний на плані. Від провулка бере початок 5-й Березівський провулок.

## Історія
Провулок виник та отримав назву у 1959 році. До кінця 1960-х років провулок та його забудова сформувалися.